# 59830 Reynek
59830 Reynek è un asteroide della fascia principale. Scoperto nel 1999, presenta un'orbita caratterizzata da un semiasse maggiore pari a 3,1680366 UA e da un'eccentricità di 0,1915754, inclinata di 3,44355° rispetto all'eclittica.